# Luchtwachttoren 5C1

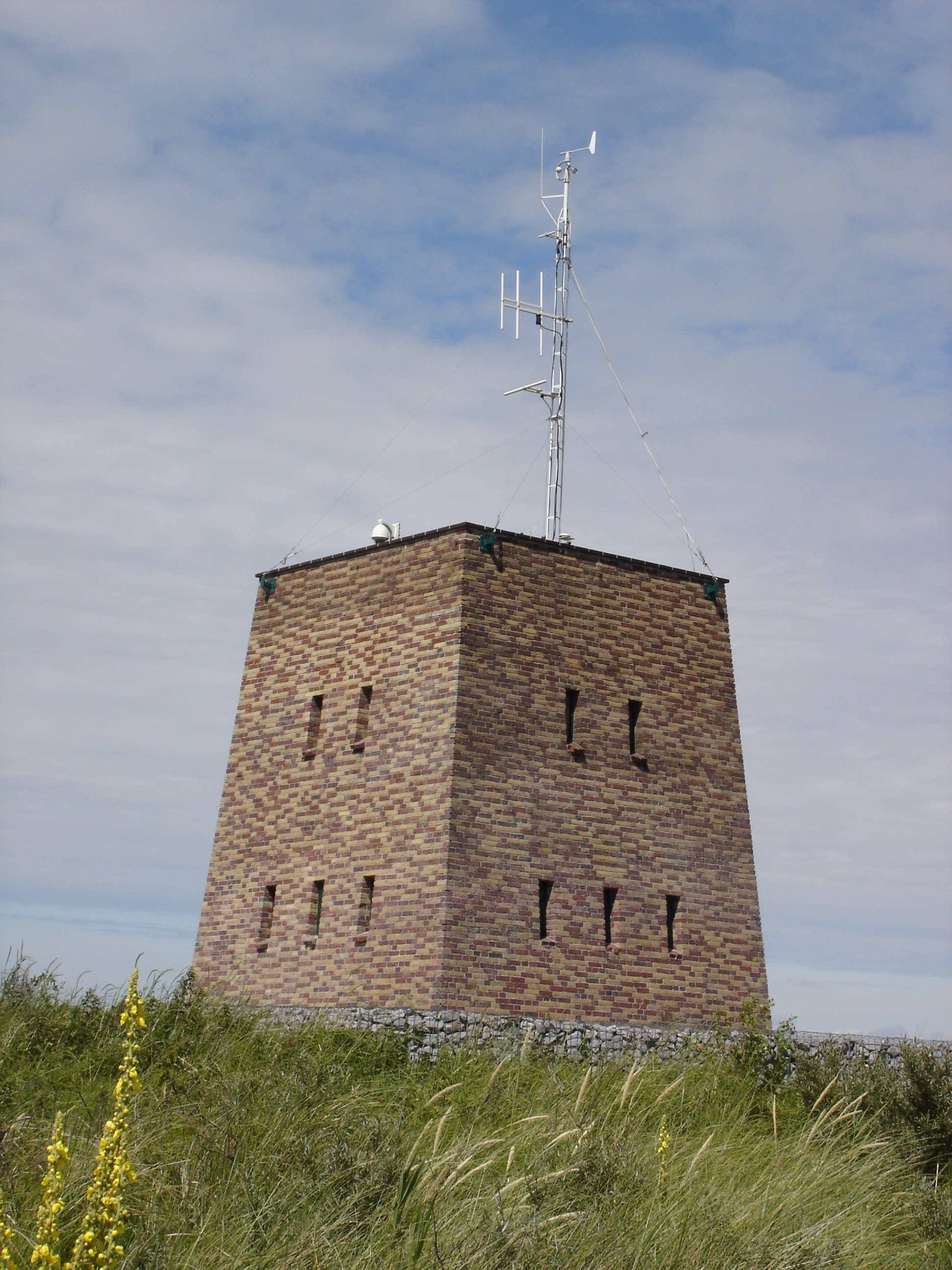
Luchtwachttoren Scheveningen, juni 2014

Luchtwachttoren 5C1 is een luchtwachttoren in de zeereep aan het Zwartepad in de wijk Oostduinen in Scheveningen, in de duinen ten noorden van Scheveningen, die bekend staan als Oostduinen.
Tijdens de Koude Oorlog werden in Nederland 279 luchtwachttorens gebouwd. Voor de helft daarvan werden bestaande gebouwen gebruikt, maar er werden ook 140 torens nieuw gebouwd; slechts twee daarvan waren bakstenen gebouwen: Luchtwachttoren 5C1 in Scheveningen en Luchtwachttoren 5D1 in Oude Wetering. 
De toren in Scheveningen werd in 1953 gebouwd naar ontwerp van het 2e Genie-Commandement te 's-Gravenhage. 
De toren heeft een vierkant grondvlak van 6,5 x 6,5 meter, loopt naar boven taps toe en is zes meter hoog. Hij staat op een tot duin getransformeerde puinheuvel, die was opgeworpen met uit het Bezuidenhout afkomstig puin, als gevolg van het bombardement van 3 maart 1945. De heuvel, met een hoogte van 32 meter boven NAP is nu een recreatief uitzichtpunt.
De toren werd gebruikt door het Korps Luchtwachtdienst van 1953 tot 1964, toen dit korps sterk werd ingekrompen. Daarna werd de toren in gebruik genomen door de Commissie van Proefneming van het ministerie van Defensie. Op de toren werden waarnemingen gedaan van schietproeven vanaf de schietbanen op de Waalsdorpervlakte. Sinds 1974 wordt de toren gebruikt voor meteorologische waarnemingen. Als meteo-toren maakt hij nu deel uit van een keten van waarnemingspunten van Noorwegen tot de Pyreneeën.
Sinds 2009 is de toren een gemeentelijk monument.